# Кандык Хендерсона
Канды́к Хендерсона (лат. Erythrónium hendersónii) — один из видов кандыка, назван именем Л. Ф. Хендерсона, профессора ботаники Университета Айдахо в 1893—1908 гг., куратора гербария этого же университета на протяжении 15 лет.
Вид представляет собой многолетнее травянистое луковичное растение, является эфемероидом лесов и долин гор Кламат на высоте от 300—1600 м над уровнем моря. Является эндемиком Северо-Запада США, в диком виде встречается лишь на юго-западе Орегона и в округе Сискию в Северной Калифорнии в междуречье рек Рог и Эпплгейт.
Кандык Хендерсона имеет стебель длиной 15—30 см, листья длиной 10—25 см, продолговатые или яйцевидные. Луковица длиной 40—55 мм. Цветков от одного до четырёх. Лепестки преимущественно фиолетового цвета. Надземная часть обладает коротким вегетационным периодом, появляясь ранней весной, к концу мая полностью отмирает. На следующий год из корней вырастает новый стебель.